# Atletism la Jocurile Olimpice de vară din 2016 - 800 m (feminin)
Proba de 800 de metri feminin de la Jocurile Olimpice de vară din 2016 a avut loc în perioada 17-20 august pe Stadionul Olimpic.

## Recorduri
Înaintea acestei competiții, recordurile mondiale și olimpice erau următoarele:
| Record  | Atlet                       | Timp    | Loc                        | Data          |
| ------- | --------------------------- | ------- | -------------------------- | ------------- |
| Mondial | Jarmila Kratochvílová (TCH) | 1:53.28 | München, Germania de Vest  | 26 iulie 1983 |
| Olimpic | Nadejda Olizarenko (URS)    | 1:53.43 | Moscova, Uniunea Sovietică | 27 iulie 1980 |

| Area                                             |            |                       |               |
| Area                                             | Time (s)   | Athlete               | Nation        |
| ------------------------------------------------ | ---------- | --------------------- | ------------- |
| Africa (recorduri)                               | 1:54.01    | Pamela Jelimo         | Kenya         |
| Asia (recorduri)                                 | 1:55.54    | Liu Dong              | China         |
| Europa (recorduri)                               | 1:53.28 RM | Jarmila Kratochvílová | Cehoslovacia  |
| America Centrală, de Nord și Caraibe (recorduri) | 1:54.44    | Ana Fidelia Quirot    | Cuba          |
| Oceania (recorduri)                              | 1:58.25    | Toni Hodgkinson       | Noua Zeelandă |
| America de Sud (recorduri)                       | 1:56.58    | Letitia Vriesde       | Surinam       |

## Format
Competiția a avut trei etape: runda întâi cu opt serii, semifinalele cu trei serii și finala. Primele două atlete din fiecare serie și alte opt atlete cu cel mai rapid timp s-au calificat în semifinale. Primele două clasate în fiecare dintre cele trei semifinale s-au calificat în finală, împreună cu alte două atlete cu cel mai rapid timp.

## Rezultate

### Runda 1
Reguli de calificare: primele două din fiecare serie (C) și următoarele opt atlete cu cel mai bun timp (c) se califică în semifinale.

#### Seria 1
| Loc | Nume               | Naționalitate  | Timp    | Note      |
| --- | ------------------ | -------------- | ------- | --------- |
| 1   | Lynsey Sharp       | Marea Britanie | 2:00.83 | (C)       |
| 2   | Amela Terzić       | Serbia         | 2:00.99 | (C), (SB) |
| 3   | Sahily Diago       | Cuba           | 2:01.38 |           |
| 4   | Angela Petty       | Noua Zeelandă  | 2:02.40 |           |
| 5   | Justine Fedronic   | Franța         | 2:02.73 |           |
| 6   | Olha Lyakhova      | Ucraina        | 2:03.02 |           |
| 7   | Florina Pierdevară | România        | 2:03.32 |           |
| 8   | Ciara Everard      | Irlanda        | 2:07.91 |           |

#### Seria a 2-a
| Loc | Nume                  | Naționalitate                  | Timp    | Note      |
| --- | --------------------- | ------------------------------ | ------- | --------- |
| 1   | Caster Semenya        | Africa de Sud                  | 1:59.31 | (C)       |
| 2   | Ajee' Wilson          | Statele Unite ale Americii     | 1:59.44 | (C), (SB) |
| 3   | Shelayna Oskan-Clarke | Marea Britanie                 | 1:59.67 | (c)       |
| 4   | Wang Chunyu           | China                          | 1:59.93 | (c), (PB) |
| 5   | Margarita Mukasheva   | Kazahstan                      | 2:00.97 |           |
| 6   | Claudia Bobocea       | România                        | 2:03.75 |           |
| 7   | Rose Nathike Lokonyen | Echipa olimpică a refugiaților | 2:16.64 |           |
| 8   | Houleye Ba            | Mauritania                     | 2:43.52 |           |
| –   | Rababe Arafi          | Maroc                          | N/A     | (DNF)     |

#### Seria a 3-a
| Loc | Nume                | Naționalitate | Timp    | Note      |
| --- | ------------------- | ------------- | ------- | --------- |
| 1   | Selina Büchel       | Elveția       | 1:59.00 | (C), (SB) |
| 2   | Margaret Wambui     | Kenya         | 1:59.66 | (C)       |
| 3   | Nataliya Pryshchepa | Ucraina       | 1:59.80 | (c)       |
| 4   | Gudaf Tsegay        | Etiopia       | 2:00.13 |           |
| 5   | Sifan Hassan        | Olanda        | 2:00.27 | (SB)      |
| 6   | Tintu Lukka         | India         | 2:00.58 | (SB)      |
| 7   | Selma Kajan         | Australia     | 2:05.20 |           |
| 8   | Tsepang Sello       | Lesotho       | 2:10.22 |           |

#### Seria a 4-a
| Loc | Nume                | Naționalitate | Timp    | Note      |
| --- | ------------------- | ------------- | ------- | --------- |
| 1   | Melissa Bishop      | Canada        | 1:58.38 | (C)       |
| 2   | Maryna Arzamasava   | Belarus       | 1:58.44 | (C), (SB) |
| 3   | Habitam Alemu       | Etiopia       | 1:58.99 | (C), (PB) |
| 4   | Noélie Yarigo       | Benin         | 1:59.12 | (c)       |
| 5   | Halimah Nakaayi     | Uganda        | 1:59.78 | (c)       |
| 6   | Aníta Hinriksdóttir | Islanda       | 2:00.14 | (SB)      |
| 7   | Christina Hering    | Germania      | 2:01.04 |           |
| 8   | Fatma El Sharnouby  | Egipt         | 2:21.24 |           |

#### Seria a 5-a
| Loc | Nume                | Naționalitate              | Timp    | Note |
| --- | ------------------- | -------------------------- | ------- | ---- |
| 1   | Eunice Jepkoech Sum | Kenya                      | 1:59.83 | (C)  |
| 2   | Nataliia Lupu       | Ucraina                    | 1:59.91 | (C)  |
| 3   | Kate Grace          | Statele Unite ale Americii | 1:59.96 | (c)  |
| 4   | Renée Eykens        | Belgia                     | 2:00.00 | (c)  |
| 5   | Tigist Assefa       | Etiopia                    | 2:00.21 |      |
| 6   | Winnie Nanyondo     | Uganda                     | 2:02.77 | (SB) |
| 7   | Amna Bakhit         | Sudan                      | 2:07.65 |      |
| 8   | Swe Li Myint Myint  | Myanmar                    | 2:16.98 |      |

#### Seria a 6-a
| Loc | Nume               | Naționalitate | Timp    | Note |
| --- | ------------------ | ------------- | ------- | ---- |
| 1   | Angelika Cichocka  | Polonia       | 2:00.42 | (C)  |
| 2   | Yusneysi Santiusti | Italia        | 2:00.45 | (C)  |
| 3   | Rose Mary Almanza  | Cuba          | 2:00.50 |      |
| 4   | Malika Akkaoui     | Maroc         | 2:00.52 |      |
| 5   | Hedda Hynne        | Norvegia      | 2:01.64 | (SB) |
| 6   | Déborah Rodríguez  | Uruguay       | 2:01.86 |      |
| 7   | Simoya Campbell    | Jamaica       | 2:02.07 |      |
| 8   | Charline Mathias   | Luxemburg     | 2:09.30 |      |

#### Seria a 7-a
| Loc | Nume             | Naționalitate | Timp    | Note |
| --- | ---------------- | ------------- | ------- | ---- |
| 1   | Joanna Jóźwik    | Polonia       | 2:01.58 | (C)  |
| 2   | Winny Chebet     | Kenya         | 2:01.65 | (C)  |
| 3   | Esther Guerrero  | Spania        | 2:01.85 |      |
| 4   | Lisneidy Veitia  | Cuba          | 2:02.10 |      |
| 5   | Rénelle Lamote   | Franța        | 2:02.19 |      |
| 6   | Eglė Balčiūnaitė | Lituania      | 2:02.98 | (SB) |
| 7   | Kenia Sinclair   | Jamaica       | 2:03.76 |      |
| 8   | Flávia de Lima   | Brazilia      | 2:03.78 | (SB) |

#### Seria a 8-a
| Loc | Nume                  | Naționalitate              | Timp    | Note      |
| --- | --------------------- | -------------------------- | ------- | --------- |
| 1   | Francine Niyonsaba    | Burundi                    | 1:59.84 | (C)       |
| 2   | Lovisa Lindh          | Suedia                     | 2:00.04 | (C), (PB) |
| 3   | Natoya Goule          | Jamaica                    | 2:00.49 |           |
| 4   | Lucia Hrivnák Klocová | Slovacia                   | 2:00.57 | (SB)      |
| 5   | Yuliya Karol          | Belarus                    | 2:01.09 | (PB)      |
| 6   | Chrishuna Williams    | Statele Unite ale Americii | 2:01.19 |           |
| 7   | Fabienne Kohlmann     | Germania                   | 2:05.36 |           |
| 8   | Elisabeth Mandaba     | Republica Centrafricană    | 2:11.70 | (RN)      |

### Semifinale
Reguli de calificare: primele două din fiecare serie (Q) si încă două atlete cu cel mai rapid timp (c) se califică în finală

#### Semifinala 1
| Loc | Nume                | Naționalitate              | Timp    | Note |
| --- | ------------------- | -------------------------- | ------- | ---- |
| 1   | Margaret Wambui     | Kenya                      | 1:59.21 | (C)  |
| 2   | Francine Niyonsaba  | Burundi                    | 1:59.59 | (C)  |
| 3   | Ajee' Wilson        | Statele Unite ale Americii | 1:59.75 |      |
| 4   | Nataliya Pryshchepa | Ucraina                    | 1:59.95 |      |
| 5   | Renée Eykens        | Belgia                     | 2:00.45 |      |
| 6   | Halimah Nakaayi     | Uganda                     | 2:00.63 |      |
| 7   | Yusneysi Santiusti  | Italia                     | 2:00.80 |      |
| 8   | Angelika Cichocka   | Polonia                    | 2:01.29 |      |

#### Semifinala a 2-a
| Loc | Nume | Naționalitate         | Timp           | Note    |           |
| --- | ---- | --------------------- | -------------- | ------- | --------- |
| 1   | 1    | Joanna Jóźwik         | Polonia        | 1:58.93 | (C), (SB) |
| 2   | 4    | Melissa Bishop        | Canada         | 1:59.05 | (C)       |
| 3   | 5    | Selina Büchel         | Elveția        | 1:59.35 |           |
| 4   | 2    | Lovisa Lindh          | Suedia         | 1:59.41 | (PB)      |
| 5   | 7    | Shelayna Oskan-Clarke | Marea Britanie | 1:59.45 | (SB)      |
| 6   | 6    | Habitam Alemu         | Etiopia        | 2:00.07 |           |
| 7   | 3    | Eunice Jepkoech Sum   | Kenya          | 2:00.88 |           |
| 8   | 8    | Nataliia Lupu         | Ucraina        | 2:02.10 |           |

#### Semifinala a 3-a
| Loc | Nume | Naționalitate     | Timp                       | Note    |           |
| --- | ---- | ----------------- | -------------------------- | ------- | --------- |
| 1   | 5    | Caster Semenya    | Africa de Sud              | 1:58.15 | (C)       |
| 2   | 4    | Lynsey Sharp      | Marea Britanie             | 1:58.65 | (C)       |
| 3   | 6    | Kate Grace        | Statele Unite ale Americii | 1:58.79 | (c), (PB) |
| 4   | 3    | Maryna Arzamasava | Belarus                    | 1:58.87 | (c)       |
| 5   | 8    | Noélie Yarigo     | Benin                      | 1:59.78 |           |
| 6   | 7    | Winny Chebet      | Kenya                      | 2:01.90 |           |
| 7   | 2    | Amela Terzić      | Serbia                     | 2:03.81 |           |
| 8   | 1    | Wang Chunyu       | China                      | 2:04.05 |           |

### Finala
| Loc | Nume | Naționalitate      | Timp                       | Note    |      |
| --- | ---- | ------------------ | -------------------------- | ------- | ---- |
| 1   | 3    | Caster Semenya     | Africa de Sud              | 1:55.28 | (RN) |
| 2   | 5    | Francine Niyonsaba | Burundi                    | 1:56.49 |      |
| 3   | 4    | Margaret Wambui    | Kenya                      | 1:56.89 | (PB) |
| 4   | 6    | Melissa Bishop     | Canada                     | 1:57.02 | (RN) |
| 5   | 2    | Joanna Jóźwik      | Polonia                    | 1:57.37 | (PB) |
| 6   | 7    | Lynsey Sharp       | Marea Britanie             | 1:57.69 | (PB) |
| 7   | 8    | Maryna Arzamasava  | Belarus                    | 1:59.10 |      |
| 8   | 1    | Kate Grace         | Statele Unite ale Americii | 1:59.57 |      |

## Legendă
RA Record african | AM Record american | AS Record asiatic | RE Record european | OCRecord oceanic | RO Record olimpic | RM Record mondial | RN Record național | SA Record sud-american | RC Record al competiției | DNF Nu a terminat | DNS Nu a luat startul | DS Descalificare | EL Cea mai bună performanță europeană a anului | PB Record personal | SB Cea mai bună performanță a sezonului | WL Cea mai bună performanță mondială a anului 